# منتخب هولندا الأولمبي لكرة القدم
منتخب هولندا الأولمبي لكرة القدم (بالهولندية: Nederlands olympisch voetbalelftal)‏ هو ممثل هولندا الرسمي في المنافسات الدولية في كرة القدم 
.